# Anarquismo cristiano

Símbolo que representa el anarquismo cristiano.

El anarquismo cristiano o anarcocristianismo es una forma de entender la vida cristiana en la que los principios éticos y de organización social son anarquistas. Los cristianos anarquistas afirman que si cada individuo es valioso ante Dios, solo rige el derecho natural de las personas como fundamento de la libertad individual y no hay lugar para gobiernos, civiles o eclesiásticos, sobre las personas. Básicamente toman las enseñanzas del Evangelio como fundamento espiritual de la anarquía.
El anarquismo cristiano es un movimiento cristiano basado en una teología política que afirma que el anarquismo es inherente al cristianismo y los evangelios.  Se basa en la creencia de que existe una sola fuente de autoridad ante la cual los cristianos son en última instancia responsables: la autoridad de Dios encarnada en las enseñanzas de Jesús. Por lo tanto, rechaza la idea de que los gobiernos humanos tengan la autoridad última sobre las sociedades humanas. Los anarquistas cristianos denuncian al Estado, considerándolo violento, engañoso e idólatra.
Los anarquistas cristianos sostienen que el "Reino de Dios" es la expresión adecuada de la relación entre Dios y la humanidad. Bajo el "Reino de Dios", las relaciones humanas se caracterizarían por una organización horizontal, un liderazgo de servicio y una compasión universal, no a través de las estructuras tradicionales de la religión organizada , que la mayoría de los anarquistas cristianos consideran estructuras jerárquicas y/o autoritarias. La mayoría de los anarquistas cristianos también son pacifistas que rechazan la guerra, el militarismo y el uso de la violencia.
Más que cualquier otra fuente bíblica, las Bienaventuranzas se utilizan como base para el anarquismo cristiano. "El Reino de Dios está en vosotros", de León Tolstoi, a menudo se considera un texto clave para el anarquismo cristiano moderno.

## Fundamento

Bandera francesa del anarquismo cristiano.

De acuerdo a algunos anarcocristianos, la cristiandad fue originalmente un movimiento anarquista pacífico. 
De acuerdo a los anarquistas cristianos, solo hay una fuente de autoridad a la cual los cristianos tienen que responder, la autoridad de Dios encarnada en las enseñanzas de Jesús. El cristianismo de tendencia piramidal dice que los anarcocristianos "parecen olvidar el diálogo entre Jesús y Pilatos respecto al concepto de autoridad" ("Toda autoridad legítima viene de Dios"). De allí que el concepto de legitimidad de la autoridad pasa a ser el punto de debate hermenéutico para el anarcocristianismo. Los anarquistas cristianos creen que la libertad de gobierno o de religión es justificada espiritualmente y será solamente guiada por la gracia de Dios si los hombres muestran compasión y valoran a cada ser humano como hijo de Dios que haya aceptado a Jesús  como su Salvador para vida eterna
Los anarcocristianos en general son pacifistas, y se oponen a cualquier uso de la fuerza y abogan por la resistencia no violenta contra la guerra, la agresión del Estado, y en general la imposición del hombre sobre el hombre; para que exista absoluta libertad de elección de la forma de gobierno y del modelo económico, es decir siempre que ambos sean voluntarios.
Sus simpatizantes creen que la búsqueda de la libertad está justificada espiritualmente y citan las enseñanzas del mismísimo Jesús, algunas de las cuales se oponen a la existencia de establecimientos verticalistas tales como la Iglesia. Ellos creen que todos los individuos pueden entrar en comunión directamente con Dios y finalmente unificarse en paz bajo este Dios personal.

## Referentes
Algunos toman como modelo el cristianismo primitivo, en el que se organizaba en comunidades, reivindicando un comunitarismo anarquista. Existen varias denominaciones cristianas fruto de la Reforma Protestante de interés anarquista, por sus propuestas de libertad de conciencia, apoyo mutuo y pacifismo, como los valdenses, y de cierta forma los menonitas o algunos grupos anabaptistas. En general se incluyen como cristianos preanarquistas a varios de los disidentes ingleses o inconformistas, como los levellers, diggers, cuáqueros y unitaristas.
Un famoso cristiano libertario fue el escritor ruso León Tolstói, que inspiró al movimiento cristiano de los dujoboris. Otros teólogos y cristianos que influyen o han influido en esta propuesta son Lysander Spooner, William Cavanaugh, Jacques Ellul, Stanley Hauerwas, Fedor Dovtoievski, Martin Luther King Jr., Ernesto Sabato, Carlos Díaz e Iván Illich. Un movimiento unitarista, el del trascendentalismo tiene una importante vinculación con los valores libertarios.
La mayor parte de los anarquistas cristianos se muestra contrario a aceptar la autoridad de la Iglesia, considerando su fe como algo personal y no necesitada de intermediarios jerarquizados e institucionalizados. No obstante, existe una corriente que no está en completa oposición a la Iglesia católica. Estos anarquistas se apoyan en el Catecismo de la Iglesia Católica, que dice: «La Iglesia ha rechazado las ideologías totalitarias y ateas asociadas en los tiempos modernos al "comunismo" o "socialismo". Por otra parte, ha rechazado en la práctica del "capitalismo" el individualismo y la primacía absoluta de la ley de mercado sobre el trabajo humano. La regulación de la economía por la sola planificación centralizada pervierte en su base los vínculos sociales; su regulación únicamente por la ley de mercado quebranta la justicia social, porque "existen numerosas necesidades humanas que no pueden ser satisfechas por el mercado". Es preciso promover una regulación razonable del mercado y de las iniciativas económicas, según una justa jerarquía de valores y con vistas al bien común». Entre anarquistas católicos destacan Dorothy Day y Peter Maurin, quienes fundaron el Movimiento del Trabajador Católico, vinculado al distributismo. Existe también vinculación entre la doctrina anarquista y el personalismo, una filosofía de origen cristiano, de la mano de Ellul y Díaz.
El descubrimiento de los antiguos textos gnósticos en Nag Hammadi combinados con los escritos del autor de ciencia ficción Philip K. Dick, especialmente con su concepto de Prisión de Hierro Negro, ha conducido al desarrollo del anarco-gnosticismo.
Algunos cristianos ácratas se ven influenciados y de alguna manera identificados con varios personajes o grupos relacionados al misticismo cristiano por su vocación a tener una vida diferente y autónoma realizando, en sí mismos y aquí, un estilo de vida inspirado en lo espiritual. Otros cristianos libertarios se sienten más identificados con varios movimientos y personas involucrados en el milenarismo cristiano por su inclinación a realizar la utopía o el paraíso en la tierra o inspirarse en esta idea al actuar en pro de la hermandad universal.

## Orígenes

### Antiguo Testamento
Jacques Ellul , filósofo francés y anarquista cristiano, señala que el versículo final del Libro de los Jueces (Jueces 21:25) afirma que no había rey en Israel y que "cada uno hacía lo que mejor le parecía". Posteriormente, como se registra en el Primer Libro de Samuel (I Samuel 8), el pueblo de Israel quería un rey "para ser como las demás naciones". 
Dios declaró que el pueblo lo había rechazado como su Rey. Advirtió que un rey humano conduciría al militarismo, el servicio militar obligatorio y los impuestos punitivos, y que sus súplicas de clemencia ante las demandas del rey quedarían sin respuesta. Samuel transmitió la advertencia de Dios a los israelitas, pero aun así exigieron un rey y Saúl se convirtió en su gobernante. Gran parte del Antiguo Testamento posterior narra cómo los israelitas intentaban vivir con esta decisión.

### Nuevo Testamento

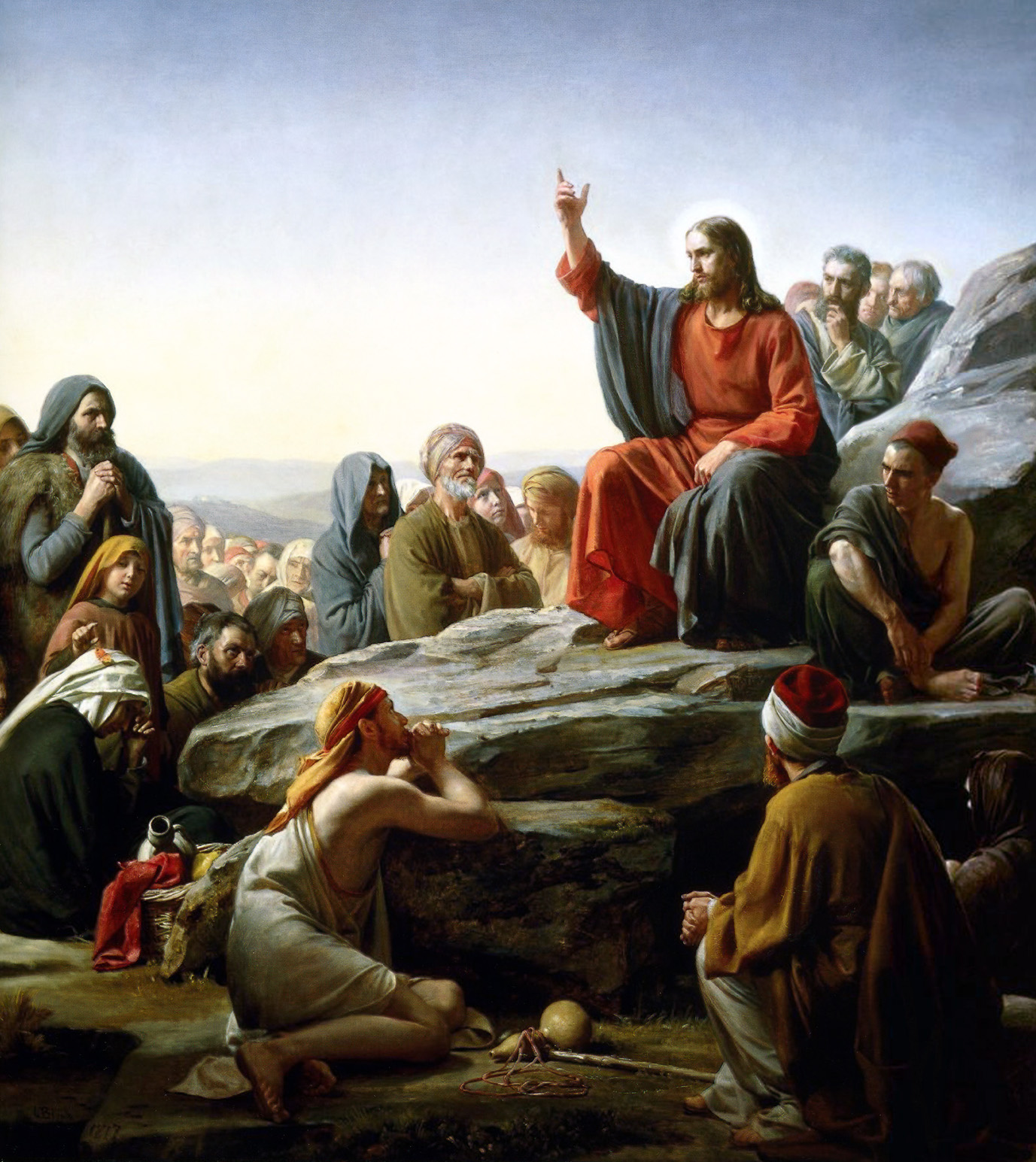
Representación de Carl Heinrich Bloch del Sermón de la Montaña.

Se utiliza el Sermón de la Montaña como base del anarquismo cristiano, más que cualquier otra fuente bíblica. Alexandre Christoyannopoulos explica que el Sermón ilustra perfectamente la enseñanza central de Jesús sobre el amor y el perdón. Los anarquistas cristianos afirman que el Estado, fundado en la violencia, contraviene el Sermón y la llamada de Jesús a amar a los enemigos.
Los evangelios hablan de las tentaciones de Jesús en el desierto . Para la tentación final, Jesús es llevado a una montaña alta por Satanás y le dice que si se inclina ante Satanás le dará todos los reinos del mundo. [16] Los anarquistas cristianos usan esto como evidencia de que todos los reinos y gobiernos terrenales están gobernados por Satanás; de lo contrario, no serían propiedad de Satanás. Jesús rechaza la tentación y elige servir a Dios, lo que implica que Jesús es consciente de la naturaleza corruptora del poder terrenal.
La escatología cristiana y varios anarquistas cristianos, como Jacques Ellul, han identificado al Estado y al poder político como la Bestia del Apocalipsis.
Friedrich Nietzsche y Frank Seaver Billings critican el cristianismo y el anarquismo argumentando que son la misma cosa. 

### Iglesia Primitiva
Según Alexandre Christoyannopoulos, varios de los escritos de los Padres de la Iglesia sugieren el anarquismo como el ideal de Dios. Los primeros cristianos se opusieron a la primacía del Estado: "Es necesario obedecer a Dios como gobernante antes que a los hombres" (Hechos 4:19, 5:29, I Corintios 6:1-6); "Desnudando a los gobiernos y a las autoridades, los exhibió en público como conquistados, guiándolos en una procesión triunfal por medio de ello". (Colosenses 2:15).
Además, algunas comunidades cristianas primitivas parecen haber practicado el anarcocomunismo, como el grupo de Jerusalén descrito en Hechos, que compartía su dinero y trabajo de manera equitativa y justa entre los miembros. Roman Montero afirma que utilizando un marco antropológico, como el del anarquista David Graeber, uno puede reconstruir de manera plausible el comunismo de las primeras comunidades cristianas y que las prácticas eran generalizadas, duraderas y sustanciales.
Los anarquistas cristianos, como Kevin Craig, insisten en que las comunidades se centraban en el amor verdadero y el cuidado mutuo, en lugar de la liturgia. También alegan que la razón por la que los primeros cristianos fueron perseguidos no fue que adoraran a Jesucristo sino que se negaron a adorar ídolos humanos que afirmaban tener un estatus divino (ver Culto imperial). Puesto que se negaron a adorar al Emperador Romano, se negaron a prestar juramento de lealtad al Imperio Romano. Cuando se le pidió que jurara por el emperador, Esperato, portavoz de los Mártires Escilitanos , dijo en 180 EC: "No reconozco el imperio de este mundo... porque conozco a mi Señor, el Rey de reyes y Emperador de todas las naciones." 
En su introducción a una traducción de los Apotegmas de los Padres del desierto, Thomas Merton describe a los primeros monjes como "verdaderamente, en cierto sentido, 'anarquistas', y no hará ningún daño pensar en ellos como tales".
Durante el período anteniceno, hubo varias sectas independientes que adoptaron un enfoque del cristianismo radicalmente diferente al de la Iglesia Protoortodoxa y mostraron tendencias anarquistas al confiar en la revelación directa, en lugar de las Escrituras, como por ejemplo:
- El Gnosticismo, particularmente el valentinianismo (siglos II al IV): dependencia del conocimiento revelado de un Dios trascendente e incognoscible, que era una divinidad distinta del Demiurgo que creó y supervisa el mundo material;
- El Montanismo (siglo II): se basó en revelaciones proféticas del Espíritu Santo.

### Conversión de Constantino I
Ver también: Constantino I y el cristianismo y la Religión estatal del Imperio Romano
Para los anarquistas cristianos, el momento que personificó la degeneración del cristianismo fue la conversión del Emperador Constantino I, en 312, después de su victoria en la Batalla del Puente Milvio. En 313, el cristianismo fue luego legalizado bajo el Edicto de Milán, que aceleró la transformación del cristianismo en la religión oficial del Imperio Romano, es decir, la transformación de una humilde secta de abajo hacia arriba a una organización autoritaria de arriba hacia abajo.
Los anarquistas cristianos señalan que esto marcó el comienzo del "cambio constantiniano" en el que el cristianismo llegó gradualmente a identificarse con la voluntad de la elite gobernante al convertirse en la Religión Estatal del Imperio Romano y en algunos casos (como las Cruzadas, la Inquisición, y las guerras de religión de Francia) una justificación religiosa para la violencia.

### Revueltas campesinas en la era posterior a la Reforma
Varios autores socialistas libertarios han identificado la obra escrita del reformador social protestante inglés Gerrard Winstanley y el activismo social de su grupo, los Diggers, como anticipaciones de su línea de pensamiento. 
Para el historiador anarquista George Woodcock, "Aunque Pierre-Joseph Proudhon fue el primer escritor que se llamó a sí mismo anarquista, al menos dos predecesores esbozaron sistemas que contienen todos los elementos básicos del anarquismo. El primero fue Gerrard Winstanley (1609-1676), un pañero de lino que lideró el pequeño movimiento de los Diggers durante la Commonwealth. Winstanley y sus seguidores protestaron en nombre de un cristianismo radical contra las dificultades económicas que siguieron a la Revolución Inglesa y contra la desigualdad que los grandes del Nuevo Ejército Modelo parecía decidido a preservar.
En 1649-1650, los Diggers ocuparon extensiones de tierra común en el sur de Inglaterra e intentaron establecer comunidades basadas en el trabajo de la tierra y el intercambio de bienes. Las comunidades fracasaron tras la represión de las autoridades inglesas, pero sobrevivieron una serie de folletos de Winstanley, de los cuales "The New Law of Righteousness" (1649) fue el más importante.
Al defender un cristianismo racional, Winstanley equiparó a Cristo con "la libertad universal" y declaró la naturaleza universalmente corruptora de la autoridad. Vio "un privilegio igualitario de compartir la bendición de la libertad" y detectó un vínculo íntimo entre la institución de la propiedad y la falta de libertad.
Para Murray Bookchin, "En el mundo moderno, el anarquismo apareció por primera vez como un movimiento del campesinado y los campesinos contra las instituciones feudales en decadencia. En Alemania, Thomas Müntzer fue su principal portavoz, durante las Guerras Campesinas (1524-1525); en Inglaterra, Gerrard Winstanley. Los conceptos sostenidos por Müntzer y Winstanley estaban magníficamente en sintonía con las necesidades de su época: un período histórico en el que la mayoría de la población vivía en el campo y en el que las fuerzas revolucionarias más militantes procedían de un mundo agrario. Sería dolorosamente académico discutir si Müntzer y Winstanley podrían haber alcanzado sus ideales. Lo que es realmente importante es que hablaron a su tiempo; sus conceptos anarquistas surgieron naturalmente de la sociedad rural que proporcionó las bandas de los ejércitos campesinos en Alemania y en el Nuevo Modelo Ejército en Inglaterra."

### Era moderna

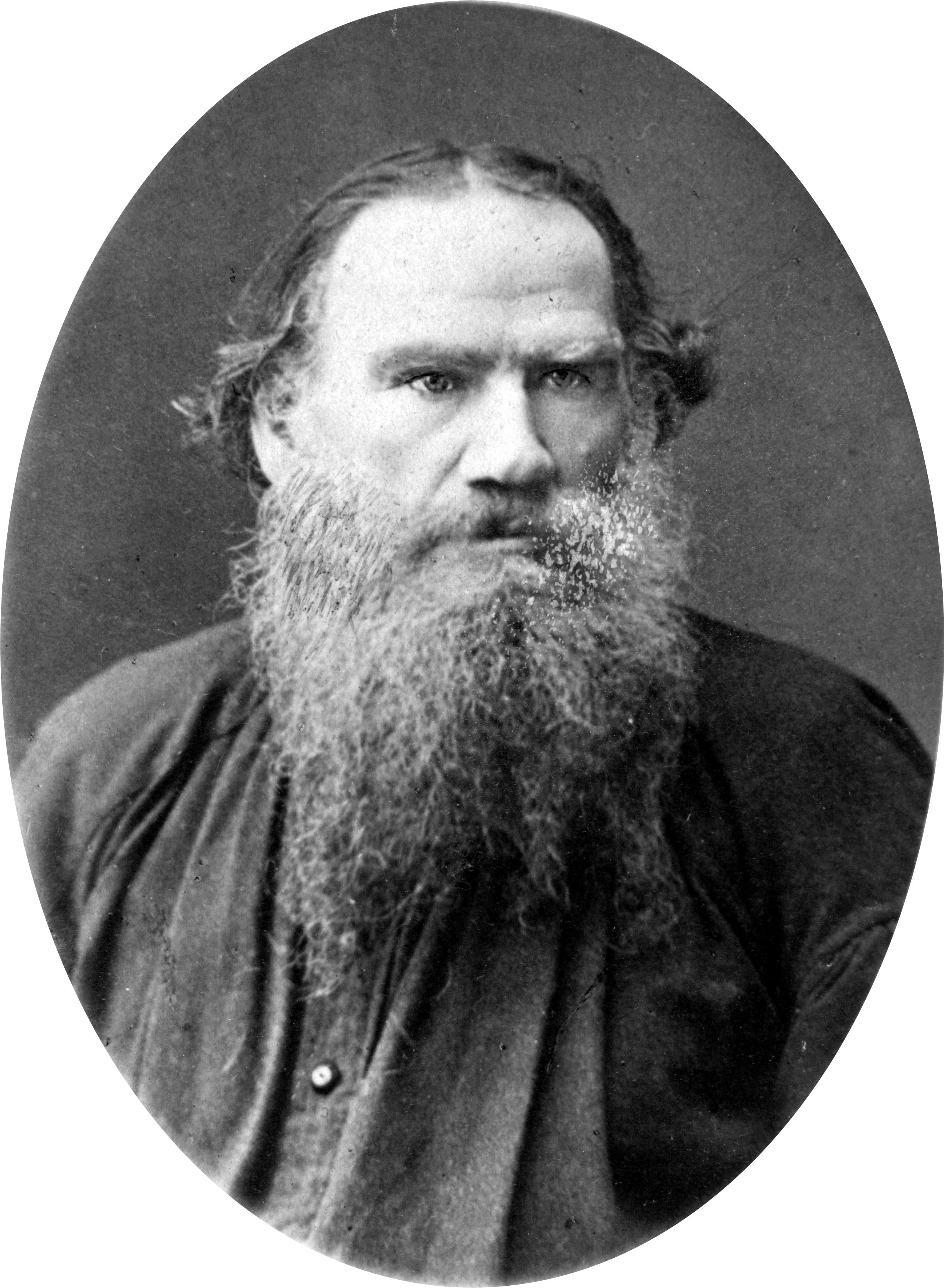
León Tolstói escribió el libro El reino de Dios está en vosotros, que es considerado un importante texto anarquista cristiano.

Adin Ballou y William Lloyd Garrison, que eran abolicionistas cristianos del siglo XIX, criticaron a todos los gobiernos humanos y creían que en algún momento serían suplantados por un nuevo orden en el que los individuos se guiarían únicamente por su amor a Dios. Ellos defendían la "no resistencia" cristiana al mal, ya que veían a Cristo como la encarnación de la "no resistencia pasiva", o praxis no violenta contra el Estado. Ambos condenaron la violencia contra los propietarios de esclavos del sur y, en cambio, abogaron por la persuasión moral o reprimendas consistentes contra la institución de la esclavitud en un esfuerzo por persuadir a los sureños racistas y a los norteños indiferentes a la causa abolicionista.
Sin embargo, al estallar la Guerra Civil, Garrison abrazó más tarde la lucha armada por la liberación de los negros y en defensa de la administración de Lincoln. Ballou siguió siendo un pacifista de toda la vida y condenó la Guerra Civil por temor a posibles represalias de los sureños blancos contra los estadounidenses negros liberados.
León Tolstoi fue influenciado por los escritos de Ballou y Garrison. Tolstoi escribió extensamente sobre sus florecientes principios anarquistas cristianos en libros de no ficción como El Reino de Dios está en Vosotros, que se considera un texto anarquista cristiano clave. Tolstoi buscó separar el cristianismo ortodoxo ruso, que estaba fusionado con el Estado, de lo que él creía que era el verdadero mensaje de Jesús contenido en los Evangelios, específicamente en el Sermón de la Montaña. Adoptó el punto de vista de que todos los gobiernos que libran la guerra y las iglesias que a su vez apoyan a esos gobiernos son una afrenta a los principios cristianos de la no violencia. Aunque Tolstoi nunca utilizó el término "anarquismo cristiano" en "El Reino de Dios está en Vosotros", las reseñas del libro después de su publicación en 1894 parecen haber acuñado el término. 
Thomas J. Hagerty, un sacerdote católico marxista, que fue el autor principal del Preámbulo de los Industrial Workers of the World (IWW - Trabajadores Industriales del Mundo) ("un daño a uno es un daño a todos" ). Entre los miembros de la IWW se encontraban anarquistas cristianos como Dorothy Day y Ammon Hennacy.

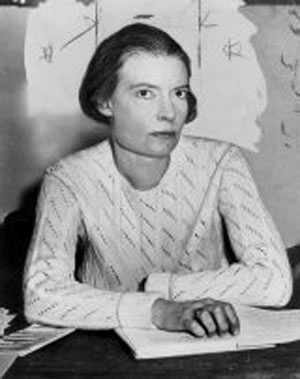
Dorothy Day, cofundadora del Movimiento del Trabajador Católico.

Dorothy Day fue una periodista convertida en activista social que se hizo conocida por sus campañas de justicia social en defensa de los pobres, que, en 1933, fundó, junto a Peter Maurin, el Movimiento del Trabajador Católico, que propugnaba la no violencia y la hospitalidad para los empobrecidos y oprimidos. El 23 de febrero de 2000, el Cardenal John Joseph O'Connor solicitó formalmente que la Congregación para las Causas de los Santos considerase la canonización de Dorothy Day y, por tanto, apeló personalmente al Papa Juan Pablo II, que, en marzo de 2000, concedó a Dorothy Day el título de “Sierva de Dios”. 
Las opiniones económicas distributistas de Day son muy similares al mutualismo de Proudhon por el que ella fue influenciada. Day también nombró la frase "trabajo precario" basándose en la aceptación de la pobreza por parte del ex anarcocomunista Léonce Crenier.
La visión de Peter Maurin para transformar la orden social consistía en establecer casas urbanas de hospitalidad para cuidar a los indigentes, comunidades agrícolas rurales para enseñar a los habitantes de las ciudades el agrarismo y fomentar un movimiento de regreso a la tierra, y mesas redondas en centros comunitarios para aclarar el pensamiento e iniciar la acción.
Simone Weil fue una filósofa francesa que desde muy temprana edad estuvo animada por una gran compasión por los explotados. Primero fue socialista y luego anarquista. En los años 1930 se convirtió al "amor de Cristo". Durante su experiencia, explica que de repente sintió que el cristianismo era la religión de los esclavos y que ella, como otros esclavos, no pudo resistirse a adherirse a ella. Se la consideraba una "mística cristiana" y una "cristiana anarquista".

## Puntos de vista y prácticas bíblicas anarquistas

### Autoridad de la iglesia
Con algunas excepciones notables, como el Movimiento del Trabajador Católico, muchos anarquistas cristianos critican los dogmas y rituales de la Iglesia. Los anarquistas cristianos tienden a desear que los cristianos estuvieran menos preocupados por realizar rituales y predicar teología dogmática y más por seguir las enseñanzas y prácticas de Jesús. Jacques Ellul y Dave Andrews afirman que Jesús no tenía la intención de ser el fundador de una religión institucional, mientras que Michael Elliot cree que una de las intenciones de Jesús era evitar a los intermediarios humanos y eliminar a los sacerdotes. 

### Pacifismo y no violencia

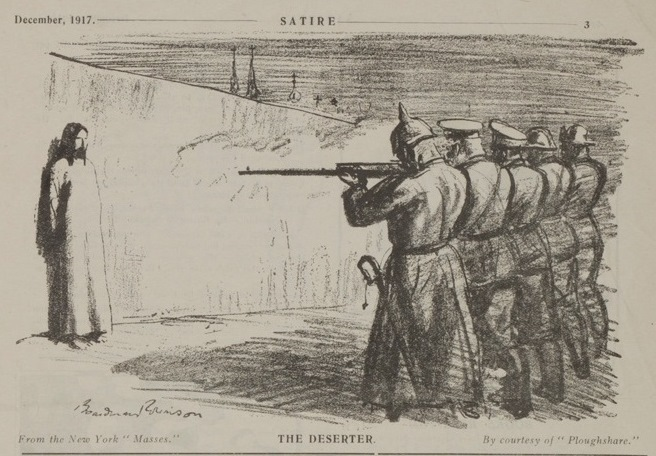
El desertor de Boardman Robinson. Caricatura antibélica que representa a Jesús enfrentándose a un pelotón de fusilamiento formado por soldados de cinco países europeos diferentes (en ese momento los EE. UU. aún no habían entrado en la guerra). Publicado por primera vez en The Masses en 1916.

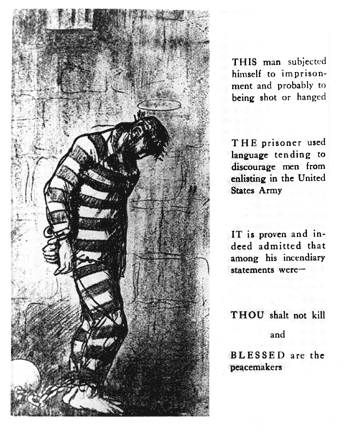
Bienaventurados los Pacificadores, de George Bellows. Caricatura antibélica que representa a Jesús con un halo en rayas de prisión junto a una lista de sus crímenes sediciosos. Publicado por primera vez en The Masses en 1917.

Los anarquistas cristianos, como David Lipscomb, León Tolstói, Ammon Hennacy, Jacques Ellul y Dave Andrews, siguen el llamado de Jesús a no resistir el mal sino dar la otra mejilla. Sostienen que esta enseñanza sólo puede implicar una condena del Estado, ya que la policía y el ejército tienen el monopolio sobre el uso legítimo de la fuerza. Creen que la libertad sólo será guiada por la gracia de Dios si muestran compasión hacia los demás y ponen la otra mejilla cuando se enfrentan a la violencia. Los anarquistas cristianos creen que la violencia engendra violencia y que el fin nunca justifica los medios.

Muchos anarquistas cristianos practican los principios de la no violencia, la no resistencia y el dar la otra mejilla. Para ilustrar cómo funciona la no resistencia en la práctica, Alexandre Christoyannopoulos ofrece la siguiente respuesta anarquista cristiana al terrorismo:
El camino mostrado por Jesús es difícil y sólo pueden recorrerlo verdaderos mártires. "Mártir", etimológicamente, es aquel que se hace testigo de su fe. Y el testimonio supremo de la propia fe es estar dispuesto a ponerla en práctica incluso cuando la propia vida esté amenazada. Pero cabe señalar que la vida que se debe sacrificar no es la vida del enemigo, sino la propia vida del mártir; matar a otros no es un testimonio de amor, sino de ira, miedo u odio. Para Tolstoi, por lo tanto, un verdadero mártir del mensaje de Jesús no castigaría ni resistiría (o al menos no usaría la violencia para resistir), sino que se esforzaría por actuar por amor, por duro que fuera, cualquiera que fuera la probabilidad de ser crucificado. Con paciencia aprendería a perdonar y a dar la otra mejilla, incluso a riesgo de morir. Ésa sería la única manera de ganarse finalmente los corazones y las mentes del otro bando y abrir posibilidades para la reconciliación en la "guerra contra el terrorismo".

### Vida sencilla
Anarquistas cristianos como Ammon Hennacy, Peter Maurin y Dorothy Day defienden a menudo la pobreza voluntaria. Esto puede deberse a diversas razones, como retirar el apoyo al gobierno reduciendo los ingresos imponibles o siguiendo las enseñanzas de Jesús. Jesús parece enseñar la pobreza voluntaria cuando dijo a sus discípulos : "Es más fácil que un camello pase por el ojo de una aguja , que un rico entre en el reino de Dios" (Marcos 10:25) y "No se puede servir a Dios y a Mammón " (Lucas 16:13).

### Autoridad estatal
El desafío más común para los teólogos anarquistas es interpretar los versículos 1 a 7 del capítulo 13 de la Epístola de Pablo a los Romanos, en la que Pablo exigía obediencia a las autoridades gobernantes y las describió como siervos de Dios que imponían castigo a los malhechores. Romanos 13:1–7 contiene la referencia más explícita al Estado en el Nuevo Testamento, pero otros textos paralelos incluyen Tito 3:1, Hebreos 13:17 y I Pedro 2:13-17.
Algunos teólogos, como Charles Cranfield, han interpretado Romanos 13:1–7 en el sentido de que la Iglesia debe apoyar al Estado, ya que Dios ha santificado al Estado para que sea su principal herramienta para preservar el orden social.  De manera similar, en el caso de que el estado esté involucrado en una "guerra justa", algunos teólogos argumentan que está permitido que los cristianos sirvan al estado y empuñen la espada. Los anarquistas cristianos no comparten estas interpretaciones de Romanos 13 y, por lo tanto, lo consideran un pasaje muy embarazoso. 
Los anarquistas cristianos y pacifistas como Jacques Ellul y Vernard Eller no intentan derrocar el estado dado Romanos 13 y la orden de Jesús de poner la otra mejilla.  Como la ira y la venganza son contrarias a los valores cristianos de bondad y perdón, Ellul no apoya ni participa en el estado. Eller articula esta posición reformulando el pasaje de esta manera:
Sea claro, cualquiera de esas [autoridades] humanas está donde está sólo porque Dios les permite estar allí. Sólo existen gracias a su consentimiento. Y si Dios está dispuesto a soportar... al Imperio Romano, tú también deberías estar dispuesto a soportarlo. No hay ninguna indicación de que Dios te haya llamado a quitarlo del camino o a convertirlo para él. No se puede luchar contra un Imperio sin volverse como el Imperio Romano; así que será mejor que dejes esos asuntos en manos de Dios, donde pertenecen.
Los cristianos que interpretan Romanos 13 como una defensa del apoyo a las autoridades gobernantes se quedan con la dificultad de cómo actuar bajo tiranos o dictadores. Ernst Käsemann, en su Commentary on Romans, cuestionó la interpretación cristiana dominante del pasaje a la luz de las iglesias luteranas alemanas que utilizan este pasaje para justificar el Holocausto.
La Carta de Pablo a los Romanos declara: "Porque los gobernantes no temen a los que hacen el bien, sino a los que hacen el mal". Sin embargo, los anarquistas cristianos señalan una inconsistencia si este texto se tomara literalmente y de forma aislada, ya que Jesús y Pablo fueron ejecutados por las autoridades gobernantes o "gobernantes" a pesar de que hicieron "lo correcto".
El contenido de la Carta de Pablo a los Romanos también es negado por el propio Pablo en el versículo 12:2 de la misma carta: "No os conforméis al sistema de cosas de este mundo, sino cambiaos vosotros mismos usando vuestro propio intelecto, de modo que comprendan por ustedes mismos la buena y perfecta voluntad de Dios." En su Epístola a los Efesios, 6:12, Pablo afirma: "Porque nuestra lucha no es contra sangre y carne, sino contra principados, contra potestades, contra los poderes del oscurantismo de este mundo".
Hay también cristianos anarquistas como León Tolstoi y Ammon Hennacy, que favorecen el jesuismo y no ven la necesidad de integrar las enseñanzas de Pablo en su modo de vida subversivo. Tolstoi creía que Pablo jugó un papel decisivo en la "desviación" de la iglesia de las enseñanzas y prácticas de Jesús, mientras que Hennacy creía que "Pablo echó a perder el mensaje de Cristo".  En contraste con Eller, Hennacy y Ciaron O'Reilly abogan por la desobediencia civil no violenta para enfrentar la opresión estatal.

### Prestación de juramentos
En el Sermón del Monte (Mateo 5:33-37), Jesús les dice a sus seguidores que no hagan juramentos en nombre de Dios o del hombre. Tolstoi, Adin Ballou y Petr Chelčický entienden que esto significa que los cristianos nunca deben obligarse a ningún juramento, ya que es posible que no puedan cumplir la voluntad de Dios si están obligados a la voluntad de un prójimo. Tolstoi opina que todos los juramentos son malos, pero especialmente el juramento de fidelidad.

### Impuestos
Algunos anarquistas cristianos resisten a los impuestos porque creen que su gobierno está involucrado en actividades inmorales, poco éticas o destructivas como la guerra, y el pago de impuestos inevitablemente financia estas actividades, mientras que otros se someten a los impuestos.
Adin Ballou escribió que si el acto de resistirse a los impuestos requiere fuerza física para retener lo que un gobierno intenta tomar, entonces es importante someterse a los impuestos. Ammon Hennacy, que, como Ballou, también creía en la no resistencia, tranquilizó su conciencia simplemente viviendo por debajo del umbral del impuesto sobre la renta.
Los anarquistas cristianos no interpretan el mandato de Mateo 22:21 de "dar al César lo que es del César" como una defensa del apoyo a los impuestos, sino como un consejo adicional para liberarse del apego material. Por otro lado, Dorothy Day dijo que si le diéramos todo a Dios no quedará nada para César, y Jacques Ellul creía que el pasaje mostraba que César puede tener derechos sobre el dinero fiduciario pero no sobre las cosas hechas por Dios, como explicó: [78]
"Dad al César..." de ninguna manera divide el ejercicio de la autoridad en dos ámbitos... Fueron dichos en respuesta a otro asunto: el pago de los impuestos, y la moneda. La marca de la moneda es la de César; es la marca de su propiedad. Por tanto, dadle a César este dinero; es de él. ¡No se trata de legitimar los impuestos! Significa que César, habiendo creado el dinero, es su amo. Eso es todo. No olvidemos que el dinero, para Jesús, es dominio de Mammón, ¡un dominio satánico!

### Vegetarianismo
El vegetarianismo en la tradición cristiana tiene una larga historia que comienza en los primeros siglos de la Iglesia con los Padres y Madres del Desierto que abandonaron el "mundo de los hombres" por la intimidad con el Dios de Jesucristo. El vegetarianismo entre los ermitaños y los monjes cristianos de las tradiciones cristiana oriental y católica romana sigue siendo común hasta el día de hoy como medio para simplificar la vida y como práctica de ascetismo. León Tolstoi, Ammon Hennacy y Théodore Monod extendieron su creencia en la no violencia y la compasión a todos los seres vivos a través del vegetarianismo. 

## Ejemplos

### Cuaquerismo
La Sociedad Religiosa de los Amigos, conocida también como Iglesia cuáquera, está organizada a lo largo de las líneas anarquistas [ requiere fuente ]. La libertad de conciencia y la iluminación interior de los cuáqueros son principios de libertad individual coincidentes con los principios libertarios, así como el desprecio por la autoridad política, y el reconocer los mismos derechos en todos los seres humanos sin privilegios especiales. El antidogmatismo es una premisa que también comparten ambos, por ejemplo, si bien el cuaquerismo proviene del cristianismo protestante, para ser cuáquero solo es necesario coincidir con la doctrina de la "conciencia interior" que ilumina el pensamiento y los actos, en libertad de voluntad, pudiendo existir hasta cuáqueros ateos.
En el campo organizativo, todos los miembros de la iglesia tienen el mismo peso en su opinión. Si bien no existen vínculos oficiales entre el cuaquerismo y el anarquismo, y los cuáqueros en su conjunto tienen una amplia variedad de opiniones políticas, la larga tradición cuáquera de participación de la justicia social en el trabajo y perspectivas similares sobre cómo debería estructurarse el poder y cómo deberían tomarse las decisiones ha llevado a cruzar miembros e influencia entre cristianos anarquistas y cuáqueros. La influencia cuáquera fue especialmente pronunciada en el movimiento antinuclear de la década de 1980 y en el movimiento antiglobalización de Norteamérica, en las que se incluían muchos miles de anarquistas y que conscientemente aprobaron la toma de decisiones basada en el consenso cuáquero.
En economía, al igual que los anarquistas, existen tradiciones que van desde el apoyo del comercio libre y la libre empresa hasta las economías colaborativas, aunque un valor común normalmente es la práctica de la generosidad, entendida como solidaridad voluntaria.
Ejemplos de comunidades anarcocristianas con orígenes cuáqueros son la Brotherhood Church y la Colonia Stapleton, en Reino Unido.

### Unitarismo Universalista
El unitarismo universalista, (o UUismo), no es necesariamente una religión anarquista, pero tiene estructuras con características anárquicas. El unitarismo universalista es una religión pluralista con raíces protestantes en la cual las iglesias y los ritos son generalmente ejecutadas de forma democrática y de manera descentralizada y autónoma. Los congregantes laicos frecuentemente organizan sus propios ritos cuando los reverendos toman descansos. Los ritos son abiertos a la participación de los miembros. Los siete valores del UUismo son generalmente concordantes con los valores anarquistas.

### Brotherhood Church
La Brotherhood Church (Iglesia de la Hermandad) es una comunidad cristiana anarquista y pacifista, que se originó en 1887, cuando un ministro congregacionalista llamado John Bruce Wallace inició una revista llamada "The Brotherhood" en Limavady, Irlanda del Norte. Una comunidad intencional con orígenes cuáqueros ha estado ubicada en Stapleton , cerca de Pontefract, Yorkshire del Oeste, desde 1921. 

### Movimiento del Trabajador Católico
A principios de la década de 1930, Peter Maurin y Dorothy Day lideraron el proceso de fundación del Movimiento del Trabajador Católico, existen más de 130 comunidades de Trabajadores Católicos en los Estados Unidos donde "casas de hospitalidad " atienden a las personas sin hogar. La Casa de Hospitalidad Joe Hill (que cerró en 1968) en Salt Lake City, Utah, presentaba un enorme mural de doce pies por quince pies de Jesucristo y Joe Hill. Los trabajadores católicos actuales incluyen a Ciaron O'Reilly , un activista pacifista y de derechos civiles irlandés-australiano. 
Anne Klejment, profesora de historia en la Universidad de St. Thomas (Mineápolis), escribió sobre el Movimiento del Trabajador Católico:
El Movimiento del Trabajador Católico se consideraba un movimiento anarquista cristiano. Toda autoridad vino de Dios; y el Estado, habiéndose distanciado por elección propia del perfeccionismo cristiano , perdió su autoridad suprema sobre el ciudadano... El anarquismo del Movimiento del Trabajador Católico siguió a Cristo como modelo de comportamiento revolucionario no violento... Respetaba la conciencia individual. Pero también predicó un mensaje profético, difícil de aceptar para muchos de sus contemporáneos.
El Movimiento del Trabajador Católico ha protestado constantemente contra la guerra y la violencia durante más de siete décadas. Muchas de las figuras principales del movimiento han sido tanto anarquistas como pacifistas, como explica Ammon Hennacy:
El anarquismo cristiano se basa en la respuesta de Jesús a los fariseos cuando dijo que él sin pecado debería ser el primero en arrojar la piedra, y en el Sermón de la Montaña que aconseja devolver bien por mal y dar la otra mejilla. Por lo tanto, cuando tomamos parte en el gobierno votando por funcionarios legislativos, judiciales y ejecutivos, hacemos de estos hombres nuestro brazo con el que arrojamos una piedra y negamos el Sermón del Monte. La definición del diccionario de cristiano es alguien que sigue a Cristo; amable, bondadoso, semejante a Cristo. El anarquismo es cooperación voluntaria para el bien, con derecho de secesión. Un anarquista cristiano es, por tanto, aquel que pone la otra mejilla, volca las mesas de los cambistas y no necesita que un policía le diga cómo comportarse. Un anarquista cristiano no depende de balas ni de votos para alcanzar su ideal; logra ese ideal diariamente mediante la Revolución Unipersonal con la que enfrenta un mundo decadente, confuso y moribundo.
Maurin y Day fueron bautizados y confirmados en la Iglesia Católica y creyeron en la institución, demostrando así que es posible ser un anarquista cristiano y aun así elegir permanecer dentro de una iglesia. En 1983, los Misioneros Claretianos propusieron la santidad de Day. En marzo de 2000, el Papa Juan Pablo II concedió a la arquidiócesis de Nueva York permiso para abrir la causa de santidad de Day, llamándola Sierva de Dios.
En literatura, en la novela "Rabbitman" (2017), de Michael Paraskos, es una sátira política impulsada por la presidencia de Donald Trump, la heroína, llamada Angela Witney, es miembro de una comuna imaginaria de Trabajadores Católicos ubicada en el pueblo de Ditchling, en el sur de Inglaterra, donde vivió una vez el artista Eric Gill.

### Huteritas
Los huteritas (en alemán: Hutterer), también llamados: Hermanos Huterianos (en alemán: Hutterische Brüder), son una rama etnorreligiosa comunal de los anabaptistas que, como los amish y los menonitas, tienen sus raíces en la Reforma Radical de principios del siglo XVI y han formado comunidades intencionales.
Es una rama religiosa fundada por Jakob Hutter, que "estableció las colonias huteritas sobre la base de la Confesión de Schleitheim, una declaración de fe anabaptista" de 1527.
En 1528, se formaron las primeras comunas.  
A partir de 1536, año de la muerte de Hutter, las creencias de los huteritas, especialmente aquellas que propugnan una comunidad de bienes y no violencia, son resultado de cientos de años de diáspora en muchos países.

### Comunidades en línea
En los últimos años han surgido en Internet numerosos sitios web anarquistas cristianos, estos incluyen:
- AnarchoChristian;[75]
- The Libertarian Christian Institute;[76]
- Jesús Radicales;[77] y
- The Mormon Worker.[78]

## Crítica
La principal crítica a esta filosofía es que el anarquismo es una filosofía política sobre una forma de organización política de libertad individual sin Estado, por lo que resulta contraproducente mezclarlo con temas religiosos o de fe, pues son de carácter personal, independientes de la política y totalmente alejados de la filosofía práctica de una teoría sobre el orden político. Para muchos anarquistas los asuntos de fe son temas metafísicos que no deberían ser juntados o alejados deliberadamente de ninguna tendencia política, sin embargo, es importante aclarar que esta percepción del anarquismo como identidad política exclusivamente es una falacia solo aplicable a algunas agrupaciones libertarias, la verdad del anarquismo es que trasciende el aspecto político para llegar a ser una crítica social junto con una propuesta tanto sociológica como antropológica y filosófica. Entendiendo esto último sería razonable pensar que un anarco cristiano defienda su posición ante la crítica previamente mencionada explicitando que el anarquismo no es solo político y es social por ende tiene relación estrecha con la percepción individual de su propia fe.
Cabe destacar dentro de las críticas que el establecer a Dios como autoridad es contradictorio a los fundamentos más básicos del anarquismo descrito por los primeros maestros de este movimiento, sin embargo el anarquismo se ha ampliado y modificado y actualmente sumamente segmentado y no todos los grupos adieren a todos los anteriores pensadores del movimiento.

### SigloXIX
- Ernest Renan (1863) The Life of Jesus.
- Leo Tolstoy (1886–94) What I Believe; and The Kingdom of God Is Within You.

### SigloXX
- Elbert Hubbard (1910) Jesus Was An Anarchist (originally titled The Better Part).
- Ammon Hennacy (1954) The Autobiography of a Catholic Anarchist (reprinted in 1965 as The Book of Ammon). ISBN 978-1608990535
- Archie Penner (1959) The Christian, The State, and the New Testament (reprinted in 2000 as The New Testament, the Christian, and the State).
- Ruth Gilmore (1970) The Christian Anarchists: Ruskin and Tolstoy, and a Consideration of Their Influence on Gandhi.
- Niels Kjaer (1972) Kristendom og Anarkisme (translated as Christianity and Anarchism).
- Mary Segers (1977) Equality and Christian Anarchism: The Political and Social Ideas of the Catholic Worker Movement.
- Vernard Eller (1987) Christian Anarchy: Jesus' Primacy Over the Powers. ISBN 978-1579102227
- Linda H. Damico (1987) The Anarchist Dimension of Liberation Theology. ISBN 978-1620323441
- Jacques Ellul (1988) Anarchy and Christianity. ISBN 978-1606089712
- Patrick Coy, et al. (1988) A Revolution of the Heart: Essays on the Catholic Worker. ISBN 978-0865712621
- Michael C. Elliott (1990) Freedom, Justice and Christian Counter-Culture. ISBN 978-1620328576
- George Tarleton (1993) Birth of a Christian Anarchist.
- Dave Andrews (1999) Christi-Anarchy: Discovering a Radical Spirituality of Compassion. ISBN 978-1610978521

### SigloXXI
- Frederick G. Boehrer (2001) Christian Anarchism and the Catholic Worker Movement: Roman Catholic Authority and Identity in the United States.
- Jonathan Bartley (2006) Faith and Politics After Christendom: The Church as a Movement for Anarchy. ISBN 978-1842273487
- Ted Lewis ed. (2008) Electing Not to Vote: Christian Reflections on Reasons for Not Voting ISBN 978-1556352270
- Shane Claiborne (2008) Jesus for President: Politics for Ordinary Radicals. ISBN 978-0310278429
- Tripp York (2009) Living on Hope While Living in Babylon: The Christian Anarchists of the 20th Century. ISBN 978-1556356858
- David Alan Black (2009) Christian Archy. ISBN 978-1893729773
- Alexandre Christoyannopoulos (2010) Christian Anarchism: A Political Commentary on the Gospel. ISBN 978-1845402471
- Ronald E. Osborn (2010) Anarchy and Apocalypse: Essays on Faith, Violence, and Theodicy. ISBN 978-1606089620
- Keith Hebden (2011–13) Dalit Theology and Christian Anarchism. ISBN 978-1409424390 and Seeking Justice: The Radical Compassion of Jesus. ISBN 978-1-78099-688-2
- Tom O'Golo (2011) Christ? No! Jesus? Yes!: A Radical Reappraisal of a Very Important Life. ISBN 978-0953252008
- Jacques de Guillebon and Falk van Gaver (2012) L'anarchisme chrétien (translated as Christian anarchism). ISBN 978-2356310613
- Mark Van Steenwyk (2012–13) That Holy Anarchist: Reflections on Christianity & Anarchism. ISBN 978-0615659817 and The Kingdom of God: Embracing the Subversive Power of Repentance. ISBN 978-0830836550
- Noel Moules (2012) Fingerprints of Fire, Footprints of Peace: A Spiritual Manifesto from a Jesus Perspective. ISBN 978-1-84694-612-7
- Davor Džalto (2016) Anarchism and Orthodoxy .
- Montero, Roman A. 2017. All Things in Common: The Economic Practices of the Early Christians. Eugene, OR: Wipf & Stock. ISBN 9781532607912
- Beno Profetyk (2017) Christocrate, la logique de l'anarchisme chrétien ISBN 978-2839918466
- Beno Profetyk (2020) Credo du Christocrate - Christocrat's creed (Bilingual French-English edition)